# Мельтина
Мельтина (итал. Meltina) — коммуна в Италии, располагается в регионе Трентино — Альто-Адидже, в провинции Больцано.
Население составляет 1450 человек (2008 г.), плотность населения составляет 40 чел./км². Занимает площадь 36 км². Почтовый индекс — 39010. Телефонный код — 0471.
В коммуне 15 августа особо празднуется Успение Пресвятой Богородицы.

## Демография
Динамика населения:

## Администрация коммуны
- Официальный сайт: http://www.comune.meltina.bz.it/